# Ambulyx ochracea
Ambulyx ochracea är en fjärilsart som beskrevs av Butler 1885. Ambulyx ochracea ingår i släktet Ambulyx och familjen svärmare. Inga underarter finns listade i Catalogue of Life.

## Bildgalleri

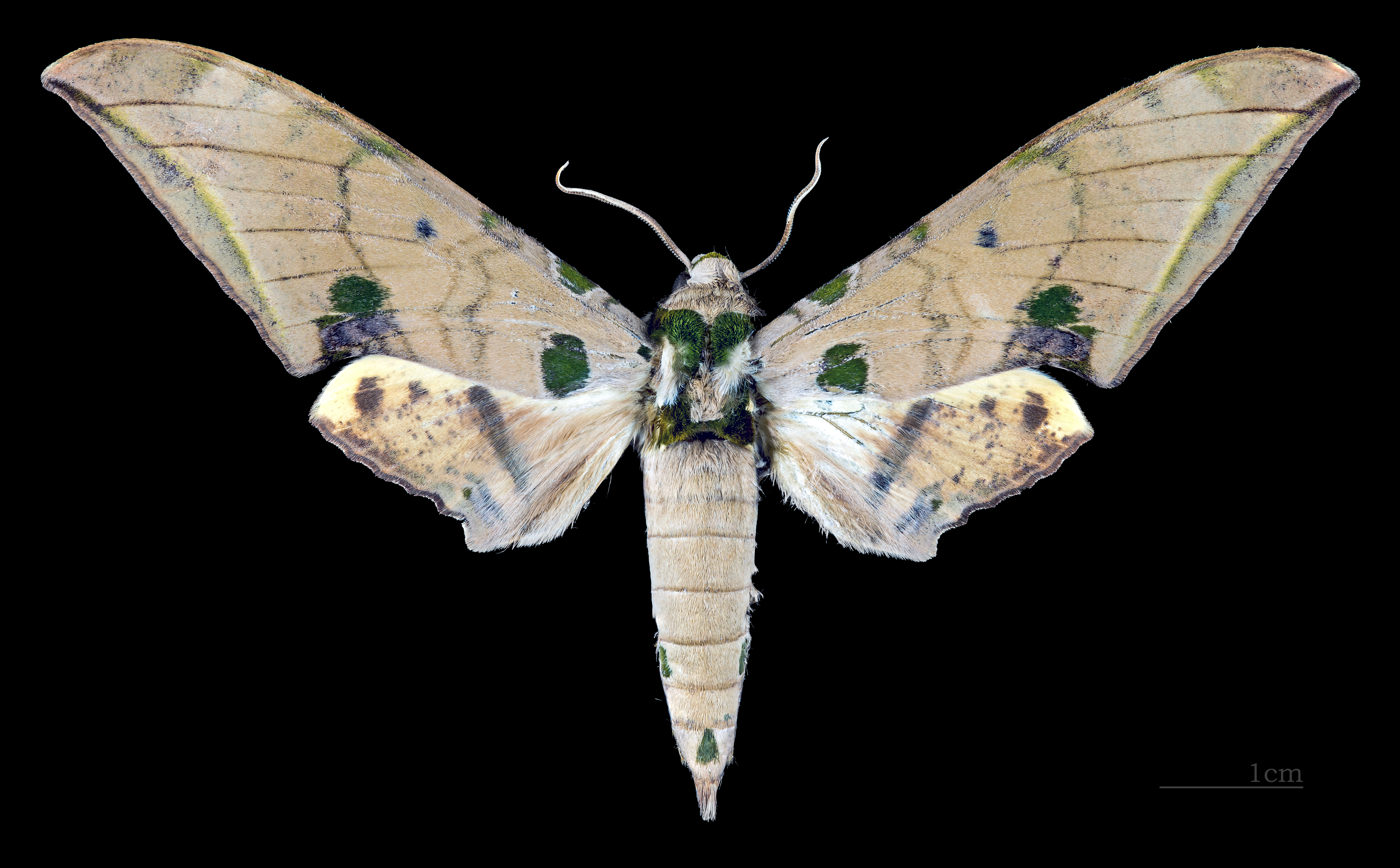
Ambulyx ochracea ♂
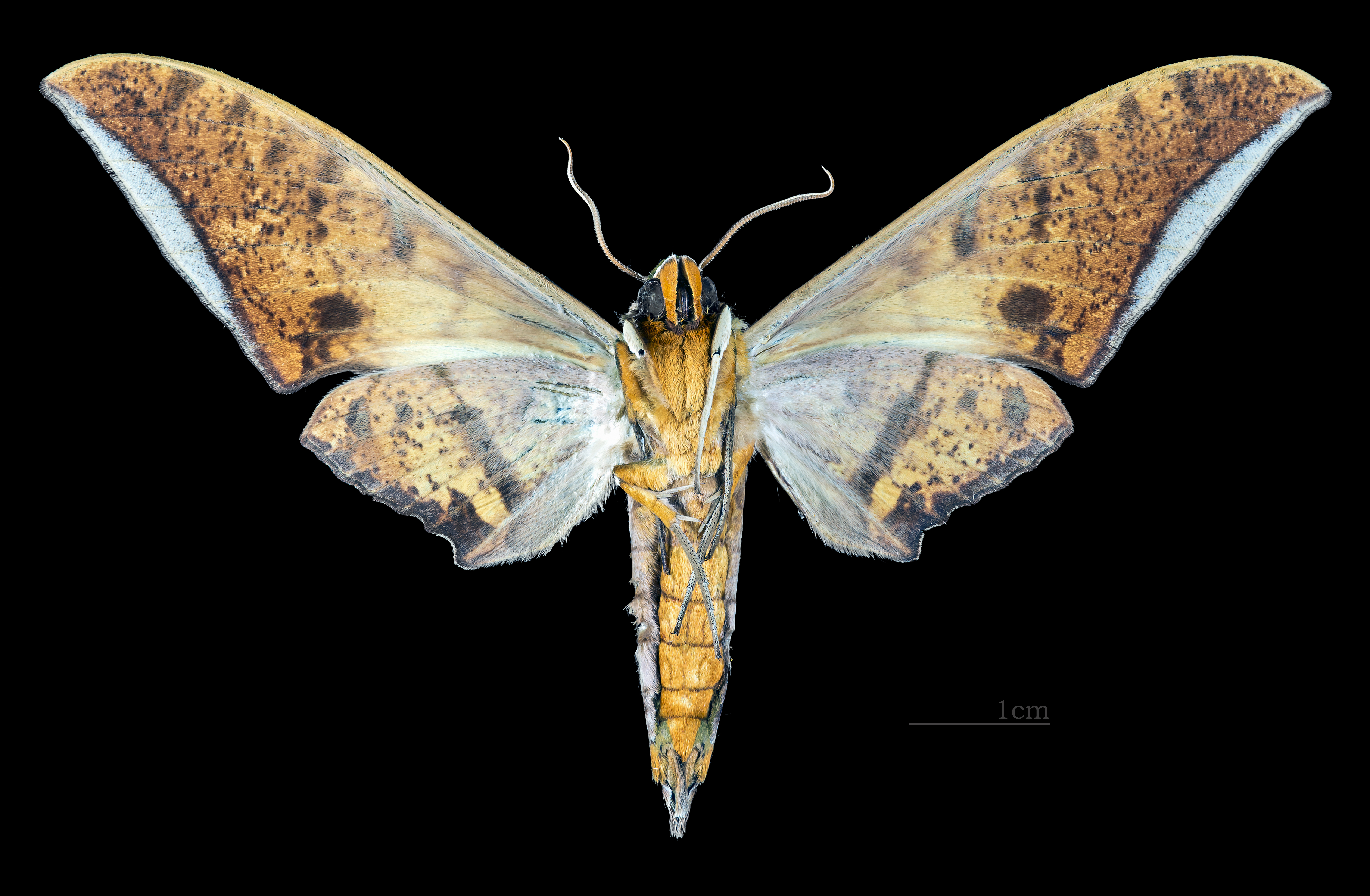
Ambulyx ochracea ♂ △